# Estación Querandí
Querandí es una estación ferroviaria de la localidad de Ciudad Evita, partido de La Matanza, Provincia de Buenos Aires, Argentina.

## Servicios
La estación corresponde al Ferrocarril General Manuel Belgrano de la red ferroviaria argentina, en el ramal de la línea Belgrano Sur que conecta las terminales Sáenz y González Catán.

## Imágenes

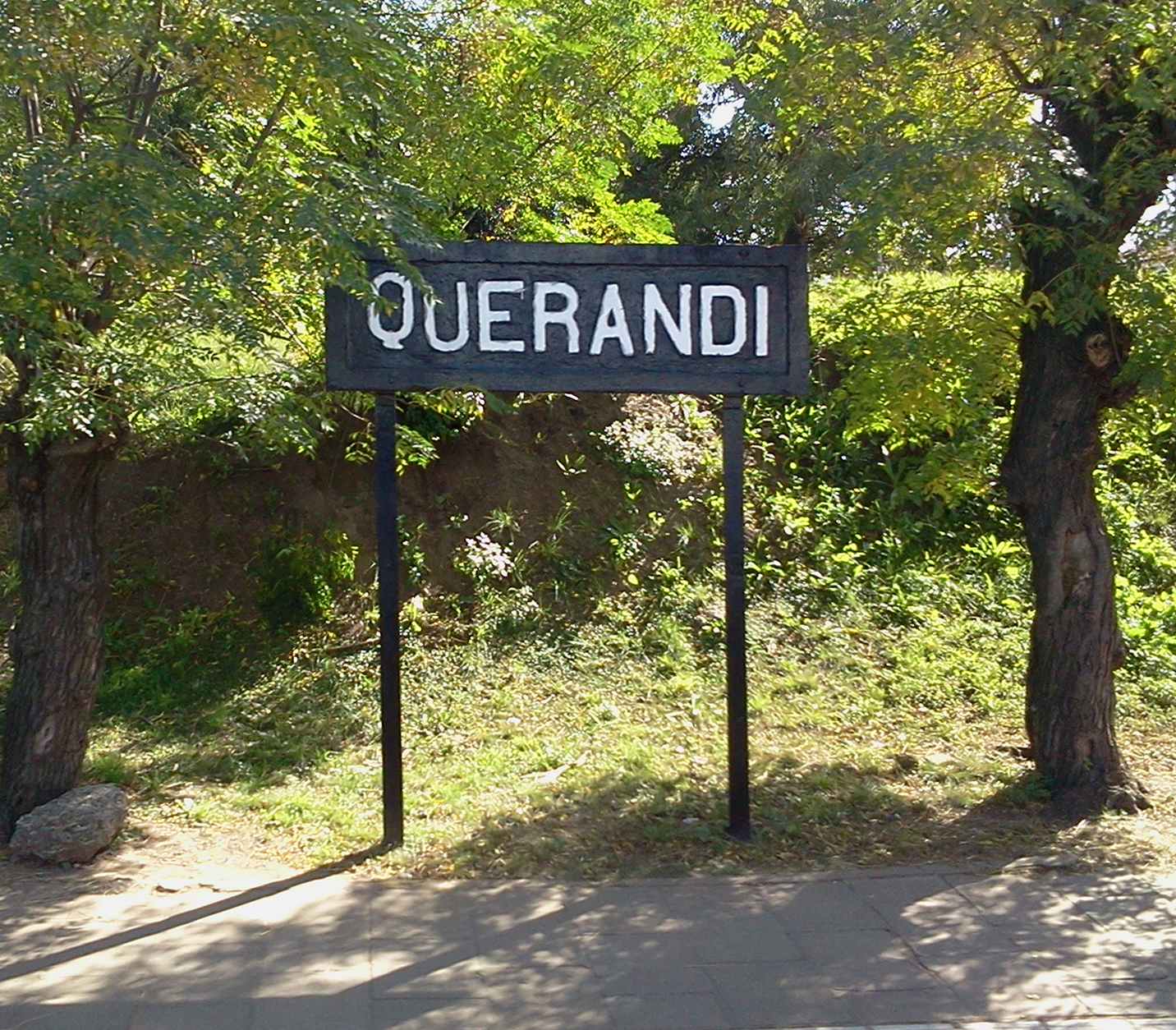
Nomenclador